# Nissan Note
El Nissan Note es un monovolumen del segmento B producido por la marca japonesa Nissan desde el marzo del año 2006 hasta 2020. Es un cinco plazas con motor delantero transversal y tracción delantera, que reemplaza indirectamente al Nissan Almera Tino, que era del segmento C. Compite contra otros monovolúmenes pequeños, como los Citroën C3 Picasso, Hyundai Matrix, Hyundai ix20, Kia Venga, Opel Meriva, Lancia Musa y Fiat Idea.

## Primera generación (2006-2013)
La primera generación del Note comenzó su comercialización en 2006. Su plataforma mecánica es común con el Renault Modus y el Nissan Tiida, y se produce en la factoría de Nissan en Sunderland, Inglaterra. El diseño fue anticipado por el Tone, un prototipo de automóvil presentado en el Salón del Automóvil de París de 2004.

### Motorizaciones
Todos los motores son de cuatro cilindros en línea. Los gasolina son un 1.4 litros de 88 CV y un 1.6 litros de 110 CV, ambos de cuatro válvulas por cilindro e inyección indirecta, mientras que el Diésel es un 1.5 litros con turbocompresor de geometría fija, inyección directa common-rail, intercooler y dos válvulas por cilindro, disponible con 86CV de potencia máxima. Se ofrece con una caja de cambios manual de cinco marchas y con una automática de cuatro relaciones para la versión 1,6L gasolina..

### Versiones
- Tekna
- Acenta

## Segunda generación (2013-2016)
El Note de segunda generación se comenzó a vender en 2013. Se mostró como prototipo en el Salón del Automóvil de Ginebra de 2012 con el nombre Invitation, y el modelo de producción se estrenó en la edición 2013.

### Motorizaciones
Sus motores gasolina son un tres cilindros de 1,2 litros atmosférico de 80CV y un 1,2 litros compresor con 98cv . La versión Diésel contará con un motor de 1,5 litros cuatro cilindros y turbocompresor que rinde 90CV de potencia.